# Platja de Salinas (Ḷḷuarca)
La platja de Salines o 3a. de Ḷḷuarca està situada en els voltants de Ḷḷuarca, Valdés a Astúries i també és coneguda com la platja 3a de Ḷḷuarca. Forma part de la Costa Occidental d'Astúries i està emmarcada en el Paisatge Protegit de la Costa Occidental d'Astúries, presentant catalogació com a Paisatge protegit, ZEPA, LIC.

## Descripció
Tenen forma de petxina. Té una longitud total d'uns 220 m, una amplària mitjana d'uns 80 m i està formada per sorra de gra mitjà i roques. Les seves aigües són molt tranquil·les i la platja té com a característica peculiar les casetes per vestir-se o desvestir-se el que li dona a la platja un cert i encantador aire «retro». Aquestes casetes es retiren al final de la temporada estival. El seu entorn és urbà, amb un grau de perillositat baix.
Per accedir a ella cal fer-ho caminant des de la 2a platja de Ḷḷuarca, ja que les separen un petit grup de roques; aquest accés ha estat remodelat. Per anar amb cotxe, s'ha de deixar aquest aparcat en la 2a platja de Ḷḷuarca i caminar fins a la 3a com ja es va indicar. Prop d'aquesta platja es troba el far «Punta Atalaya o Blanca». Té uns serveis molt complets com són els de vigilància, neteja, dutxes i restaurants. La pesca recreativa és l'activitat òptima recomanada.